# Häxprocessen på Rosborg
Häxprocessen på Rosborg utspelade sig på herrgården Rosborg på Jylland i Danmark åren 1639-42. Det var den första häxprocessen i Danmark sedan den stora häxjakten 1619-1632. Godsägaren Niels Munk anklagade då flera personer för att ha förhäxat hans barn, och häxprocessen ägde rum på hans gods Rosborg. Den betraktas som ett exempel på hur en häxprocess kunde föras nästan uteslutande av en enda privatperson. Den ledde till att tolv personer anklagades för häxeri, tre brändes levande på bål och en begick självmord. 

## Bakgrund
Adelsmannen Niels Munk på herrgården Rosborg utanför Viborg blev vid denna tid drabbad av flera olyckor. Hans hustru Sidsel Skinkel blev sjuk, och hans boskap dog. I början av år 1639 blev hans två äldsta barn, Peder och Ide, insjuknat i en oidentifierbar sjukdom. 
I mars hade biskop Hans Wandal inbjudits för att bedöma om barnen var förhäxade, men gjort en nekande bedömning. Barnen tycktes vara friska, och tvingade att simulera av fadern, som också tycktes ha tvingat dem att ge namnet på de som hade förhäxat dem. De uppvisade ingen onaturlig styrka eller talade ett främmande språk, utan utstötte bara ibland konstlade skrik och rop. Barnen hade utstött namnet "Fusöre" som ett tecken på den person som hade förhäxat dem. 
Munk befann sig i konflikt med bonden Anders Christensen i Fusøre, vars gård han hade beslagtagit. Han hade då hörts säga, att han skulle se till att Munk tvingades lämna Rosborg fattig innan tre år gått. Paret hade sedan dess flyttat till en av kronans gårdar. Munk inbjöd i april några av tre män ur de kloka för att bekräfta hans misstankar om att barnens sjukdom orsakats av magi, vilket de hade gjort. Niels Munk anklagade nu en rad personer för att ha förhäxat hans barn.

## Processen
Søren Frebjerg, Birgitte Mouridsdatter och Mette Mouridsdatter bekände att de hade deltagit i ett häxmöte med Anders Christensen och hans familj; hans hustru Mette Pedersdatter, döttrar Karen och Maren och deras son Christen, samt ytterligare fyra kvinnor, alla med varsin ond ande som dräng. De övriga deltagarnas namn var Kirsten Andersdatter i Løvel, Anne Andersdatter Suadtz af Fusøre, Mette Andersdatter af Børsting och Anne Mouridsdatter af Ravnstrup. 
De hade alla dansat, flugit till Rosborg förvandlade till änder och tillsammans nedkallat en förbannelse över Niels Munk med Satans hjälp. Søren Frebjerg, Birgitte Mouridsdatter och Mette Mouridsdatter dömdes till döden 11 juli och brändes levande 6 augusti 1639. De övriga, som alla var boende på gårdar som hörde under Rosborg, fängslades. Av dem begick Anne Mouridsdatter självmord i fängelset.

## Upplösning
Anders Christensen och Mette Pedersdatter var däremot boende på en av kungens egna gods, och Niels Munk anmälde därför paret direkt till Christian IV, som var känd för sitt intresse för häxprocesser. Paret dömdes till döden i september, men domen upphävdes av Viborgs landsdomare Erik Juel som grundlagsvidrig. Munk vädjade då återigen till kungen, men denna gång vägrade monarken att ingripa. 
I stället vidtogs en undersökning av den vita magi som hade utövats på Rosborg, och som hade kommit till kungens kännedom under rättegången. Anders Christensen och Mette Pedersdatter frikändes i maj 1640. Niels munk däremot fråntogs sitt gods som straff för den vita motmagi han hade låtit utöva på Rosborg. Under åren 1640-1642 fortsatte processerna mot de övriga anklagade, men ingen ytterligare person dömdes som skyldig.